# Chikuhi-Linie
| Chikuhi-Linie                              | Chikuhi-Linie                                |
| ------------------------------------------ | -------------------------------------------- |
| Zug der Baureihe 103 auf der Chikuhi-Linie |                                              |
| Streckenlänge:                             | 68,3 km                                      |
| Spurweite:                                 | 1067 mm (Kapspur)                            |
| Stromsystem:                               | (Nur zwischen Meinohama und Karatsu) 1500V = |
|                                            |                                              |

Die Chikuhi-Linie (jap. 筑肥線, Chikuhi-sen) ist eine japanische Eisenbahn-Linie zwischen dem Bahnhof Meinohama in Fukuoka (Präfektur Fukuoka), Bahnhof Karatsu in Karatsu (Präfektur Saga), Bahnhof Yamamoto in Karatsu (Präfektur Saga) und Bahnhof Imari in Imari (Präfektur Saga).

## Daten
- Betreiber und Entfernungen
  - JR Kyūshū
    - Von Meinohama nach Karatsu: 42,6 km
    - Von Yamamoto nach Imari: 25,7 km
- Spurweite: 1067 mm
- Stationen: 29
- Zweispurig: Von Meinohama bis Chikuzen-Maebaru
- Elektrifiziert: nur zwischen Meinohama und Karatsu; zwischen Yamamoto und Imari nicht elektrifiziert.

## Bahnhöfe

### Von Meinohama nach Karatsu/Nishi-Karatsu
● – Hält immer
║ – Hält nicht
Express:  Hält an jedem Bahnhof der Kūkō-Line, U-Bahn Fukuoka.
| Bahnhof                         | Japanisch    | Entfernung von Meinohama (km) | Express an Werktagen | Express am Wochenende | Anschluss nach                                | Standort          | Standort |
| ------------------------------- | ------------ | ----------------------------- | -------------------- | --------------------- | --------------------------------------------- | ----------------- | -------- |
| Chikuhi-Linie                   |              |                               |                      |                       |                                               |                   |          |
| Fährt weiter auf der Kūkō-Linie |              |                               |                      |                       |                                               |                   |          |
| Meinohama                       | 姪浜         | 0,0                           | ●                    | ●                     | U-Bahn Fukuoka: Kūkō-Linie (ohne Umsteigen)   | Präfektur Fukuoka | Nishi-ku |
| Shimoyamato                     | 下山門       | 1,6                           | ●                    | ║                     |                                               | Präfektur Fukuoka | Nishi-ku |
| Imajuku                         | 今宿         | 5,2                           | ●                    | ║                     |                                               | Präfektur Fukuoka | Nishi-ku |
| Kyūdai-Gakkentoshi              | 九大学研都市 | 6,8                           | ●                    | ║                     |                                               | Präfektur Fukuoka | Nishi-ku |
| Susenji                         | 周船寺       | 8,1                           | ●                    | ║                     |                                               | Präfektur Fukuoka | Nishi-ku |
| Hatae                           | 波多江       | 10,1                          | ●                    | ║                     |                                               | Präfektur Fukuoka | Maebaru  |
| Chikuzen-Maebaru                | 筑前前原     | 12,7                          | ●                    | ●                     |                                               | Präfektur Fukuoka | Maebaru  |
| Misakigaoka                     | 美咲が丘     | 14,3                          | ║                    | ║                     |                                               | Präfektur Fukuoka | Maebaru  |
| Kafuri                          | 加布里       | 15,4                          | ║                    | ║                     |                                               | Präfektur Fukuoka | Maebaru  |
| Ikisan                          | 一貴山       | 16,7                          | ║                    | ║                     |                                               | Präfektur Fukuoka | Nijō     |
| Chikuzen-Fukae                  | 筑前深江     | 20,1                          | ●                    | ●                     |                                               | Präfektur Fukuoka | Nijō     |
| Dainyū                          | 大入         | 23,3                          | ║                    | ║                     |                                               | Präfektur Fukuoka | Nijō     |
| Fukuyoshi                       | 福吉         | 26,1                          | ║                    | ║                     |                                               | Präfektur Fukuoka | Nijō     |
| Shikaka                         | 鹿家         | 30,2                          | ║                    | ║                     |                                               | Präfektur Fukuoka | Nijō     |
| Hamasaki                        | 浜崎         | 35,4                          | ●                    | ●                     |                                               | Präfektur Saga    | Karatsu  |
| Nijinomatsubara                 | 虹ノ松原     | 37,5                          | ║                    | ║                     |                                               | Präfektur Saga    | Karatsu  |
| Higashi-Karatsu                 | 東唐津       | 39,3                          | ●                    | ●                     |                                               | Präfektur Saga    | Karatsu  |
| Watada                          | 和多田       | 40,9                          | ●                    | ●                     |                                               | Präfektur Saga    | Karatsu  |
| Karatsu                         | 唐津         | 42,6                          | ●                    | ●                     | JR Kyūshū: Karatsu-Linie (Nach Yamamoto/Saga) | Präfektur Saga    | Karatsu  |
| Karatsu-Linie                   |              |                               |                      |                       |                                               |                   |          |
| Nishi-Karatsu                   | 西唐津       | 44,8                          | ●                    | ●                     |                                               |                   |          |

### Von Yamamoto nach Imari
| Bahnhof      | Japanisch | Entfernung von Yamamoto (km) | Anschluss nach                       | Standort       | Standort |
| ------------ | --------- | ---------------------------- | ------------------------------------ | -------------- | -------- |
| Yamamoto     | 山本      | 0,0                          | JR Kyūshū: Karatsu-Linie             | Präfektur Saga | Karatsu  |
| Hizen-Kubo   | 肥前久保  | 5,1                          |                                      | Präfektur Saga | Karatsu  |
| Nishi-Ōchi   | 西相知    | 6,6                          |                                      | Präfektur Saga | Karatsu  |
| Sari         | 佐里      | 8,2                          |                                      | Präfektur Saga | Karatsu  |
| Komanaki     | 駒鳴      | 11,0                         |                                      | Präfektur Saga | Imari    |
| Ōkawano      | 大川野    | 12,9                         |                                      | Präfektur Saga | Imari    |
| Hizen-Nagano | 肥前長野  | 14,3                         |                                      | Präfektur Saga | Imari    |
| Momonokawa   | 桃川      | 17,4                         |                                      | Präfektur Saga | Imari    |
| Kanaishibara | 金石原    | 19,7                         |                                      | Präfektur Saga | Imari    |
| Kami-Imari   | 上伊万里  | 24,1                         |                                      | Präfektur Saga | Imari    |
| Imari        | 伊万里    | 25,7                         | Matsuura Tetsudō: Nishi-Kyūshū-Linie | Präfektur Saga | Imari    |